# Di-isodecylftalaat
Di-isodecylftalaat of DIDP (Engels: diisodecyl phthalate) is een organische verbinding met als brutoformule C28H46O4. De stof komt voor als een kleurloze olieachtige, viskeuze vloeistof, die zeer slecht oplosbaar is in water. In feite is het product een mengsel van verschillende isomere isodecyl-esters van ftaalzuur, vandaar dat geen eenduidige structuurformule kan gegeven worden. De stof is irriterend voor de ogen en de huid.
Di-isodecylftalaat wordt gebruikt als weekmaker voor pvc, polyurethaan en epoxyharsen.
De isomeren kunnen door middel van HPLC en gaschromatografie (gekoppeld aan massaspectrometrie) zowel kwalitatief als kwantitatief aangetoond worden.